# Conceveiba praealta
Conceveiba praealta är en törelväxtart som först beskrevs av Léon Camille Marius Croizat, och fick sitt nu gällande namn av Punt och J.Murillo. Conceveiba praealta ingår i släktet Conceveiba och familjen törelväxter. Inga underarter finns listade i Catalogue of Life.